# Mistrzostwa NCAA Division I w Zapasach w 1991
Mistrzostwa NCAA Division I w zapasach rozgrywane były w Iowa City w dniach 14–16 marca 1991 roku. Zawody odbyły się w Carver–Hawkeye Arena, na terenie Uniwersytetu Iowa.
- Outstanding Wrestler – Jeff Prescott

## Wyniki

### Drużynowo
| Kolejność | Szkoła                        | Zespół         |
| --------- | ----------------------------- | -------------- |
| 1.        | University of Iowa            | Hawkeyes       |
| 2.        | Oklahoma State University     | Cowboys        |
| 3.        | Pennsylvania State University | Nittany Lions  |
| 4.        | Ohio State                    | Buckeyes       |
| 5.        | Iowa State University         | Cyclones       |
| 6.        | West Virginia University      | West Virginia  |
| 7.        | Purdue University             | Boilermakers   |
| 8.        | University of Minnesota       | Golden Gophers |

### All American

#### 118 lb
| Lp. | Zawodnik         | Szkoła     |
| --- | ---------------- | ---------- |
| 1.  | Jeff Prescott    | Penn State |
| 2.  | Chad Zaputil     | Iowa       |
| 3.  | Adam Derengowski | Rider      |
| 4.  | Lou Rosselli     | Edinboro   |
| 5.  | Sam Henson       | Missouri   |
| 6.  | Donnie Heckel    | Clemson    |
| 7.  | Dan Vidlak       | Oregon     |
| 8.  | Eric Akin        | Iowa State |

#### 126 lb
| Lp. | Zawodnik        | Szkoła         |
| --- | --------------- | -------------- |
| 1.  | Jason Kelber    | Nebraska       |
| 2.  | Terry Brands    | Iowa           |
| 3.  | Tony Purler     | Oklahoma State |
| 4.  | Adam DiSabato   | Ohio State     |
| 5.  | Bob Truby       | Penn State     |
| 6.  | Babak Mohammadi | Oregon State   |
| 7.  | Shawn Charles   | Arizona State  |
| 8.  | Kurt Howell     | Clemson        |

#### 134 lb
| Lp. | Zawodnik       | Szkoła         |
| --- | -------------- | -------------- |
| 1.  | Tom Brands     | Iowa           |
| 2.  | Alan Fried     | Oklahoma State |
| 3.  | Joey Gilbert   | Michigan       |
| 4.  | Mark Marinelli | Ohio State     |
| 5.  | Rich Santana   | Syracuse       |
| 6.  | Pete Horst     | Old Dominion   |
| 7.  | Dave Zuniga    | Minnesota      |
| 8.  | Scott Glenn    | Oregon         |

#### 142 lb
| Lp. | Zawodnik         | Szkoła                |
| --- | ---------------- | --------------------- |
| 1.  | Scott Collins    | West Virginia         |
| 2.  | Troy Steiner     | Iowa                  |
| 3.  | Chuck Barbee     | Oklahoma State        |
| 4.  | Troy Sunderland  | Penn State            |
| 5.  | Darren Schulman  | Syracuse              |
| 6.  | Laurence Jackson | Cal State–Bakersfield |
| 7.  | Steve Hartle     | Northern Iowa         |
| 8.  | Tom Barley       | Millersville          |

#### 150 lb
| Lp. | Zawodnik           | Szkoła         |
| --- | ------------------ | -------------- |
| 1.  | Matt Demaray       | Wisconsin      |
| 2.  | Steve Hamilton     | Iowa State     |
| 3.  | Terry Steiner      | Iowa           |
| 4.  | Gary Steffensmeier | Northern Iowa  |
| 5.  | Ken Ramsey         | Ohio State     |
| 6.  | Nick Garone        | Old Dominion   |
| 7.  | Tim Wittman        | Penn State     |
| 8.  | Todd Chesbro       | Oklahoma State |

#### 158 lb
| Lp. | Zawodnik    | Szkoła         |
| --- | ----------- | -------------- |
| 1.  | Pat Smith   | Oklahoma State |
| 2.  | Tom Ryan    | Iowa           |
| 3.  | Dave Walter | Purdue         |
| 4.  | Ray Miller  | Arizona State  |
| 5.  | Jason Suter | Penn State     |
| 6.  | Scott Hovan | Pittsburgh     |
| 7.  | Greg Warren | Missouri       |
| 8.  | Pete Welch  | North Carolina |

#### 167 lb
| Lp. | Zawodnik        | Szkoła               |
| --- | --------------- | -------------------- |
| 1.  | Mark Reiland    | Iowa                 |
| 2.  | Kevin Randleman | Ohio State           |
| 3.  | Charlie Jones   | Purdue               |
| 4.  | Dan Russell     | Portland State       |
| 5.  | Mark Banks      | West Virginia        |
| 6.  | Chris Kwortnik  | North Carolina State |
| 7.  | G.T. Taylor     | Arizona State        |
| 8.  | Shane Camera    | North Carolina       |

#### 177 lb
| Lp. | Zawodnik        | Szkoła                   |
| --- | --------------- | ------------------------ |
| 1.  | Marty Morgan    | Minnesota                |
| 2.  | Matt Johnson    | Iowa State               |
| 3.  | Bart Chelesvig  | Iowa                     |
| 4.  | Rich Powers     | Northern Iowa            |
| 5.  | Bret Gustafson  | Tennessee at Chattanooga |
| 6.  | Lanny Green     | Michigan                 |
| 7.  | Scott Chenoweth | Nebraska                 |
| 8.  | Matt White      | Penn State               |

#### 190 lb
| Lp. | Zawodnik      | Szkoła                |
| --- | ------------- | --------------------- |
| 1.  | Paul Keysaw   | Cal State–Bakersfield |
| 2.  | Randy Couture | Oklahoma State        |
| 3.  | Curt Strahm   | Oregon                |
| 4.  | Dominic Black | West Virginia         |
| 5.  | Fritz Lehrke  | Michigan              |
| 6.  | Travis Fiser  | Iowa                  |
| 7.  | Mike Funk     | Northwestern          |
| 8.  | Bryan Burns   | Bucknell              |

#### 275 lb
| Lp. | Zawodnik         | Szkoła               |
| --- | ---------------- | -------------------- |
| 1.  | Jon Llewellyn    | Illinois             |
| 2.  | Kurt Angle       | Clarion              |
| 3.  | Sylvester Terkay | North Carolina State |
| 4.  | David Jones      | Cal State–Fullerton  |
| 5.  | Kirk Mammen      | Oklahoma State       |
| 6.  | Matt Lindley     | Purdue               |
| 7.  | Mike Anderson    | Arizona State        |
| 8.  | Perry Miller     | Pittsburgh           |